# Martin Luther
Pour les articles homonymes, voir Martin Luther (homonymie) et Luther (homonymie).
Ne doit pas être confondu avec Martin Luther King Sr. ou Martin Luther King Jr..
Œuvres principales
95 thèses (1517), Ein feste Burg ist unser Gott (1529),
Martin Luther [maʁtɛ̃ lytɛʁ] (en allemand : [ˈmaʁtiːn ˈlʊtɐ] ), né le 10 novembre 1483 à Eisleben (Saxe) et mort le 18 février 1546 dans la même ville, est un prêtre augustin, théologien et professeur d'université allemand. Initiateur du protestantisme et réformateur de l'Église, ses idées exercèrent une grande influence sur la Réforme protestante, qui changea le cours de la civilisation occidentale.
Préoccupé par les questions de la mort et du Salut qui caractérisent le christianisme du Moyen Âge tardif, il puise des réponses dans la Bible, particulièrement dans l'épître de Paul aux Romains. Selon Luther, le salut de l'âme est un libre don de Dieu, reçu par la repentance sincère et la foi authentique en Jésus-Christ comme le Messie, sans intercession possible de l'Église. Il défie l'autorité papale en tenant la Bible pour seule source légitime d'autorité chrétienne.
Scandalisé par le commerce des indulgences instauré par les papes Jules II et Léon X pour financer la construction de la basilique Saint-Pierre de Rome, il publie le 31 octobre 1517 les 95 thèses. Sommé le 15 juin 1520 par Léon X de se rétracter, il est excommunié, le 3 janvier 1521, par la bulle pontificale Decet romanum pontificem. L'empereur du Saint-Empire romain germanique et roi des Espagnes, Charles Quint, convoque Martin Luther en 1521 devant la Diète de Worms. Un sauf-conduit lui est accordé afin qu'il puisse s'y rendre sans risque. Devant la Diète de Worms, il refuse de se rétracter, se déclarant convaincu par le témoignage de l'Écriture et s'estimant soumis à l'autorité de la Bible et de sa conscience plutôt qu'à celle de la hiérarchie ecclésiastique. La Diète de Worms, sous la pression de Charles Quint, décide alors de mettre Martin Luther et ses disciples au ban de l'Empire.
Il est accueilli par son ami le prince-électeur de Saxe Frédéric III le Sage au château de la Wartbourg, où il compose ses textes les plus connus et les plus diffusés. C'est là qu'il se lance dans une traduction de la Bible en allemand à partir des textes originaux, traduction dont l'influence culturelle sera primordiale, tant pour la fixation de la langue allemande que pour l'établissement des principes de l'art de la traduction.
Luther adopte vers la fin de son existence une attitude de plus en plus antisémite. En 1543, trois ans avant sa mort, il publie Des Juifs et de leurs mensonges, pamphlet d'une extrême violence où il prône des solutions telles que brûler les synagogues, abattre les maisons des Juifs, détruire leurs écrits, confisquer leur argent et tuer les rabbins qui enseigneraient le judaïsme. Le philosophe allemand Karl Jaspers définit ce pamphlet comme « l'ensemble du programme nazi ». Ces écrits et l'influence de Luther sur l'antisémitisme ont alimenté la controverse autour de son image.

## Biographie

### Jeunesse

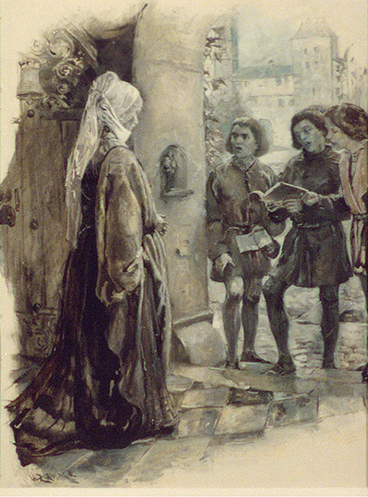
La jeunesse du moine Martin Luther (1483-1546) à Eisleben, dans le comté de Mansfeld (Allemagne), c. 1850.

Martin Luther est né à Eisleben (dans le comté de Mansfeld, aujourd'hui en Saxe-Anhalt) le 10 novembre 1483. Il est le fils aîné de Hans Luder et de Marguerite Lindemann (1459-1531). Son père, paysan d'origine, devient mineur dans une mine de cuivre de la région de Mansfeld, puis exploitant d'une mine de cuivre et d'une fonderie, ce qui lui permet d'acquérir le statut de bourgeois puis de magistrat. Martin Luther a plusieurs frères et sœurs, et se sent particulièrement proche de son frère Jacob. L'enfance de Martin est décrite comme « difficile », ses parents se montrant très durs dans l'éducation de leurs enfants.
Hans Luder, ambitieux pour lui-même et pour sa famille, est déterminé à voir son fils aîné devenir juriste. Il envoie Martin suivre ses études primaires et secondaires dans les écoles latines de Mansfeld, puis à Magdebourg et à Eisenach. Ces trois écoles se focalisent sur le trivium : la grammaire, la rhétorique et la logique. Luther comparera plus tard sa scolarisation au purgatoire, puis à l'enfer.
En 1501, à l'âge de dix-huit ans, il entre à l'université d'Erfurt, où il obtient un diplôme de bachelier en 1502 et une maîtrise en 1505. Il a alors l'intention d'étudier le droit, comme le souhaite son père, dans la même université, mais il abandonne presque aussitôt, avec l'idée que le droit relève de l'incertitude.
Luther se sent attiré par la théologie et la philosophie, et exprime un intérêt particulier envers Aristote, Guillaume d'Ockham et Gabriel Biel. Il est influencé par deux tuteurs, Bartholomæus Arnoldi von Usingen et Jodocus Trutfetter, qui lui apprennent à remettre en question les plus grands penseurs et à tout analyser par l'expérimentation. Cependant, la philosophie lui semble insatisfaisante, prometteuse quant à la raison, mais sans rapport avec l'amour de Dieu. Pour lui, la raison ne saurait attirer les hommes vers Dieu, ce qui l'amène à une vision ambivalente d'Aristote en raison de l'importance que ce dernier accorde à la raison. Selon Luther, la raison peut être utilisée afin de remettre en question les hommes et les institutions, mais non pas Dieu lui-même : l'homme ne peut étudier Dieu qu'à travers la révélation divine et, par conséquent, les textes saints sont essentiels.
Il quitte l'université et entre dans une confrérie augustinienne à Erfurt le 17 juillet 1505. Plus tard, il attribuera cette évolution à un événement : le 2 juillet 1505, il retournait à cheval à Erfurt après un congé dans sa famille. Pendant un orage, la foudre frappa près de lui. Par la suite, il avouera à son père sa peur de la mort et du jugement divin en s'écriant : « Au secours, sainte Anne, je vais devenir moine ! » (ou « Sainte Anne, sauve-moi et je me ferai moine ! »). Il en vient à considérer son appel à l'aide comme une promesse qu'il ne pourra briser.
Cette préoccupation de la mort et du salut sont caractéristiques du christianisme de la fin du Moyen Âge : cette angoisse collective — qui devient de plus en plus individuelle  — porte, au-delà de la mort elle-même, sur le jugement de Dieu dans l'au-delà et la manière de s'y préparer.
Un ami impute cette décision à la douleur de Luther lors de la perte de deux de ses amis. Luther lui-même semble attristé. Il dit, le soir de son dîner de départ : « En ce jour, vous me voyez, et puis, plus jamais. »
Son père est furieux de ce qu'il considère comme du gâchis. « Le maître des Arts va devenir un fainéant », dit-il.

### Vie conventuelle

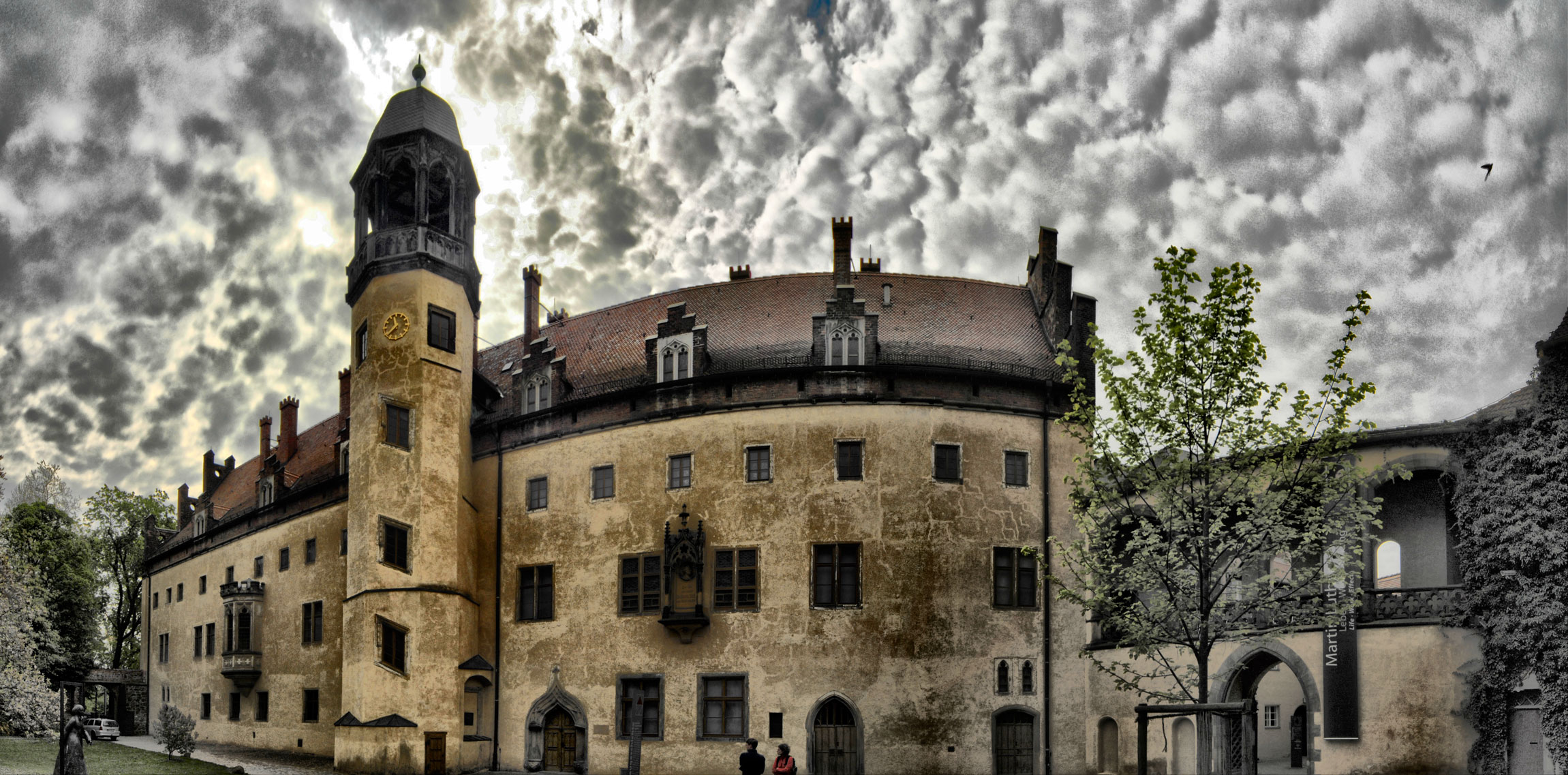
Maison de Luther à Wittemberg.

Membre de l'ordre mendiant des Augustins, Martin essaie au couvent des Augustins d'Erfurt de rechercher dans l'ascèse (mortifications, jeûnes, veilles) la promesse de son salut tout en restant persuadé qu'il n'y parviendra jamais. En même temps, il continue à étudier la théologie et bientôt commence à l'enseigner : ordonné prêtre en 1507, il est désigné pour enseigner la philosophie au couvent d'Erfurt. Docteur en théologie en 1512, il occupe par la suite la chaire d'enseignement biblique à l'université de Wittemberg, ville où il est, à partir de 1514, prédicateur de l'Église. Enseignement, prédication et recherche personnelle sont désormais ses trois activités principales.

### Vers la Réforme

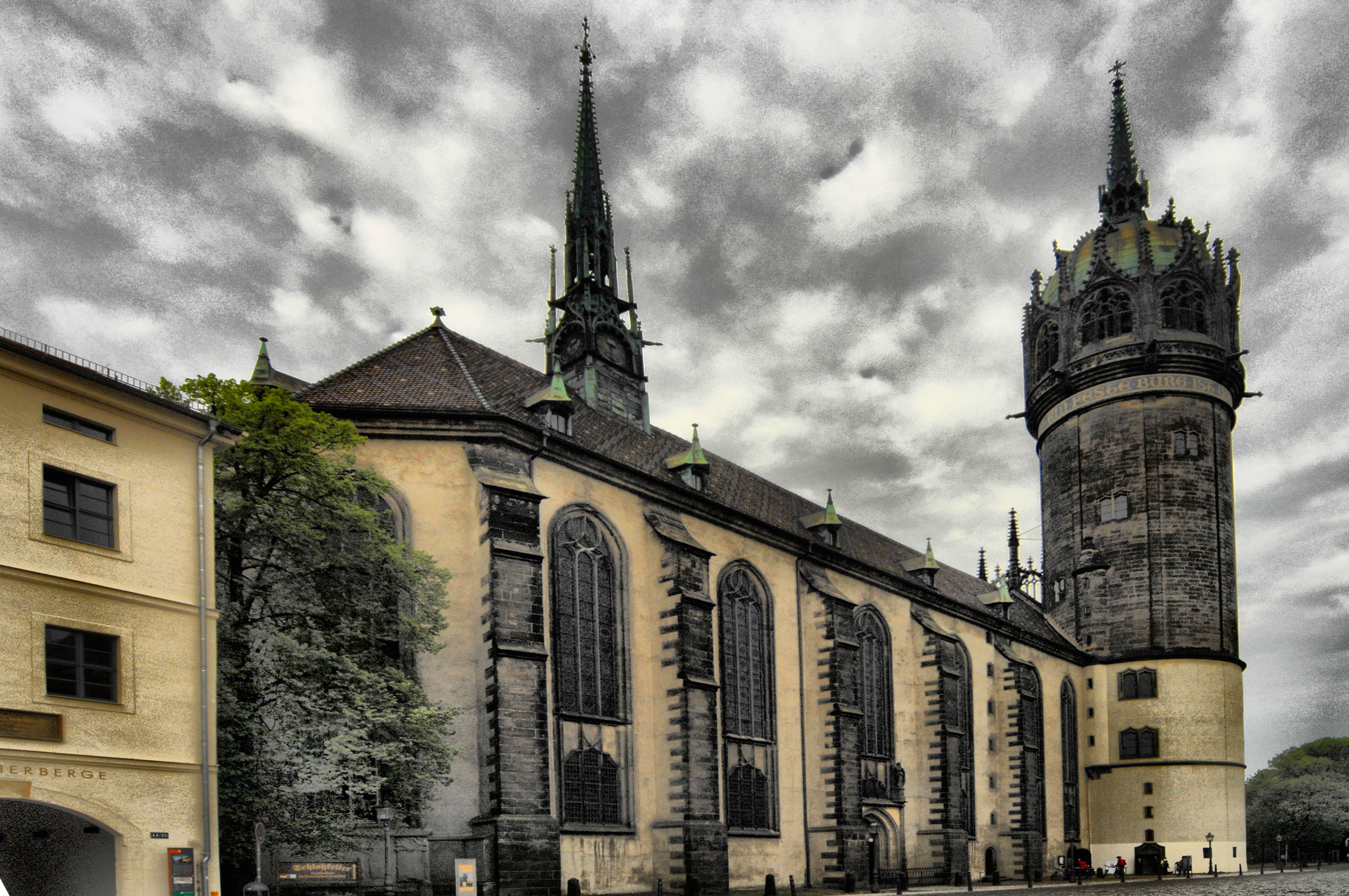
Église de la Toussaint à Wittemberg.

Certains font remonter les idées réformatrices de Luther à un séjour qu'il a fait à Rome en 1510-1511 pour les affaires de son ordre. Ce n'est apparemment pas le cas, et les abus ecclésiastiques de l'époque ne semblent pas l'émouvoir outre mesure. Plus importants sont son obsession du Salut et ses travaux sur les épîtres de Paul. Il ressent en lui de multiples tendances vers le mal, et toutes les pratiques que lui offre l'Église, messes, confessions, jeûnes, etc. ne lui permettent pas de se libérer de ce sentiment de culpabilité. C'est sa compréhension nouvelle de l'épître de Paul aux Romains — qu'il considère comme « l'Évangile sous sa forme la plus pure » — qui lui procure le soulagement. Il écrira : « Alors je commençai à comprendre que la « justice de Dieu » est celle par laquelle le juste vit du don de Dieu, à savoir de la foi, et que la signification (de la lettre de Paul aux Romains au chapitre 1, 17) était celle-ci : par l'Évangile nous est révélée la justice de Dieu…, par laquelle le Dieu miséricordieux nous justifie par la foi… Alors je me sentis un homme né de nouveau et entré, les portes grandes ouvertes, dans le paradis même. À l'instant même, l'Écriture m'apparut sous un autre visage ». Il se persuade de la vertu salvifique de la foi et que seule la confiance placée en Jésus qui aime l'humanité malgré le péché originel qui l'entache libère vraiment. Luther en arrive à se dire que l'homme doit accepter son état de pécheur et qu'il est fatalement imparfait devant Dieu, ce qui n'empêche pas la pénitence. En revanche, vouloir résoudre le problème du péché par des indulgences susceptibles de se substituer en tout ou en partie à cette pénitence, le plus souvent monnayées, est pour lui une pratique incompatible avec la piété ainsi qu'un danger d'éluder les vrais problèmes.

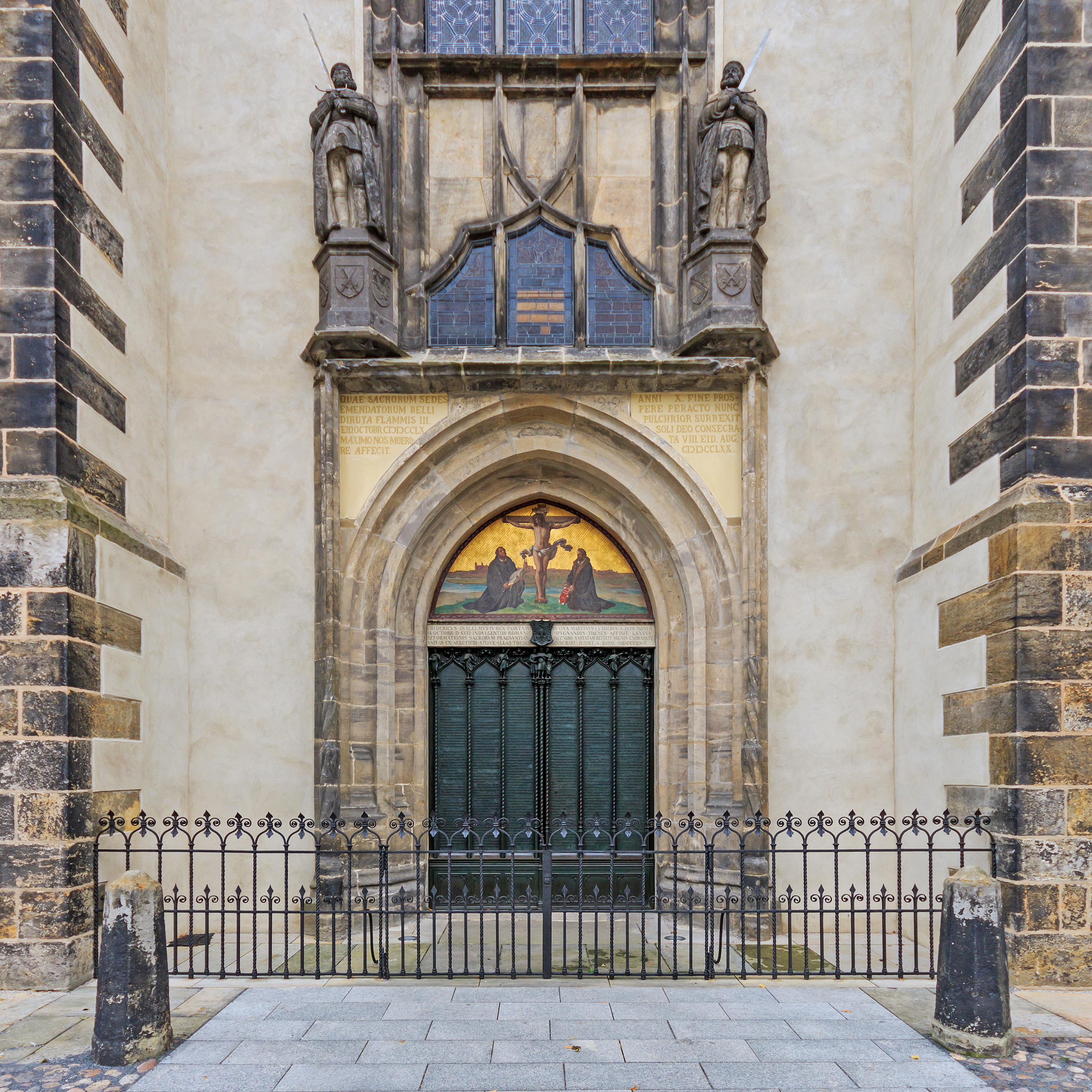
Portes en bronze (actuelles) des 95 thèses de Luther.

Le conflit avec la papauté éclate en 1517, à propos de l'indulgence décrétée par le pape Jules II et continuée sous le pape Léon X pour financer la construction de la basilique Saint-Pierre, indulgence soutenue dans le Saint-Empire par l'archevêque-électeur de Mayence Albert de Brandebourg. Le 31 octobre, Luther écrit à l'archevêque pour lui demander de ne pas cautionner cette indulgence et joint à sa lettre les 95 thèses qui auraient principalement été inspirées par les abus du dominicain Johann Tetzel. Comme l'affirme son contemporain Philippe Mélanchthon, le 31 octobre 1517 il aurait placardé sur les portes de l'église de la Toussaint de Wittemberg ses 95 thèses condamnant violemment le commerce des indulgences pratiqué par l’Église catholique, et plus durement encore les pratiques du haut clergé — principalement de la papauté. Ces 95 Thèses, également appelées Thèses de Wittemberg, sont imprimées à la fin de l'année. Il s'insurge contre l'instauration de dogmes tels que celui du Purgatoire. Dès lors, cette controverse entre théologiens (donc universitaires) devient une affaire publique et politique. Luther est dénoncé à Rome par l'archevêque Albrecht. Le pape Léon X lui ordonne de se rétracter par la bulle pontificale Exsurge Domine, mais Luther la brûle en public et rompt avec l'Église catholique, en 1521. Un an plus tard commence contre lui un long procès qui aboutira à son excommunication.

### Mise en œuvre de la Réforme
Face à Martin Luther, Rome choisit l'affrontement, méconnaissant l'adversaire et sa pugnacité, et sans doute aussi la situation politique allemande[réf. nécessaire]. Le procès menant à son excommunication, loin d'affirmer le catholicisme, ne fait qu'accélérer le processus de la Réforme.

#### L'excommunication et la mise au ban du Saint-Empire

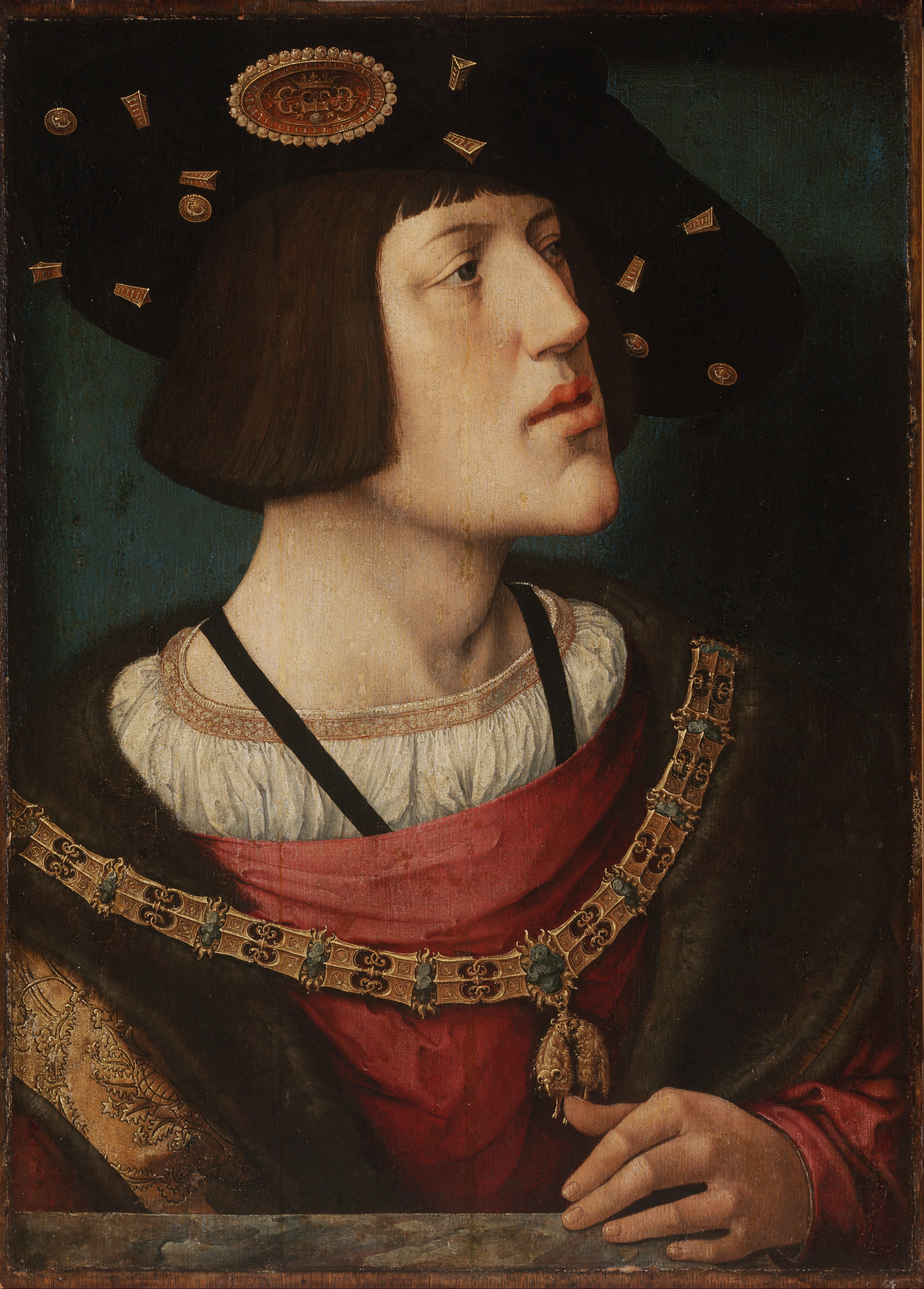
L'empereur Charles Quint vers 1522.

En octobre 1518, Martin Luther est convoqué à Augsbourg, où le cardinal Cajetan, nonce apostolique, est chargé d'obtenir sa rétractation. Peine perdue. Après cet échec, Léon X décide d'adopter une attitude plus conciliante : il nomme Karl von Miltitz nonce apostolique et le charge de remettre à Frédéric le Sage, dont Luther est le sujet, la Rose d'or qu'il convoite depuis trois ans, espérant ainsi le convaincre de faire cesser les attaques de Luther contre la pratique des indulgences. Les 5 et 6 janvier 1519, Miltitz rencontre Luther à Altenbourg. Il obtient de sa part l'engagement de ne plus s'exprimer sur la question des indulgences et promet de son côté d'imposer le silence à ses adversaires Johann Tetzel et Albert de Brandebourg. À la suite de cette entrevue, Luther écrit au pape une lettre qu'il remet à Miltitz. De nouvelles rencontres ont lieu entre les deux hommes, le 9 octobre 1519 à Liebenwerda puis en octobre 1520 à Lichtenburg, près de Wittenberg, mais la rupture avec Rome est déjà consommée. C'est qu'entretemps Luther a aggravé son cas : en juillet 1519, lors de sa controverse avec Johann Eck (Disputatio de Leipzig), qui sera l'organisateur de la Contre-Réforme dans l'Empire, il met en cause l'infaillibilité des conciles. En juin 1520, Rome publie la bulle Exsurge Domine le menaçant d'excommunication, tandis que ses livres sont brûlés. Luther réagit en brûlant, le 10 décembre, à la fois la bulle pontificale et le droit canonique. L'excommunication, désormais inévitable, est prononcée le 3 janvier 1521 (bulle Decet Romanum Pontificem).
Reste maintenant à mettre Luther au ban du Saint-Empire, ce qui ne peut se faire qu'après accord des États de l'Empire. Dans ce but, l'empereur du Saint-Empire romain germanique (et roi d'Espagne), Charles Quint, un jeune homme de 21 ans parlant surtout le français mais très mal l'allemand, convoque Martin Luther en avril 1521 devant la diète de Worms (Rhénanie-Palatinat). Un sauf-conduit lui est accordé afin qu'il puisse s'y rendre en toute sécurité. Mais face au souverain, Luther refuse à nouveau de se plier aux exigences de l'Église, et il proclame notamment :

« Votre Majesté sérénissime et Vos Seigneuries m'ont demandé une réponse simple. La voici sans détour et sans artifice. À moins qu'on ne me convainque de mon erreur par des attestations de l'Écriture ou par des raisons évidentes — car je ne crois ni au pape ni aux conciles seuls puisqu'il est évident qu'ils se sont souvent trompés et contredits — je suis lié par les textes de l'Écriture que j'ai cités, et ma conscience est captive de la Parole de Dieu ; je ne peux ni ne veux me rétracter en rien, car il n'est ni sûr, ni honnête d'agir contre sa propre conscience. Me voici donc en ce jour. Je ne puis faire autrement. Que Dieu me soit en aide. »

Sa mise au ban de l'Empire est alors prononcée.

#### Les appuis politiques
Luther est mis au ban de l'Empire, ce qui signifie que n'importe qui peut le mettre à mort impunément. Mais il dispose cependant, outre d'un soutien populaire assez large, de divers appuis politiques, tels celui du landgrave de Hesse Philippe Ier de Hesse, et surtout celui du prince-électeur de Saxe Frédéric III le Sage.

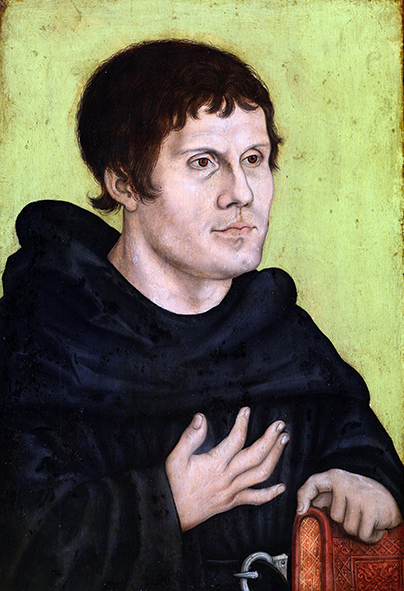
Martin Luther (1483-1546) de Lucas Cranach l'Ancien, c. 1500.

Aussitôt sa condamnation prononcée, l'électeur de Saxe Frédéric III le Sage, craignant qu'il ne lui arrive malheur, l'« extrait » : plus précisément, des hommes de confiance de Frédéric III enlèvent Luther alors qu'il traverse la forêt de Thuringe le 4 mai 1521, à l'époque où il réside au château d'Altenstein, chez Burghard II Hund von Wenkheim, Frédéric III le met à l'abri dans le château de la Wartbourg, près d'Eisenach. Luther y demeure jusqu'au 6 mars 1522 sous le pseudonyme de chevalier Georges. C'est ici qu'il commence sa traduction de la Bible, d'abord celle du Nouveau Testament. La tradition veut qu'il ait laissé une trace de son passage : un jour où le diable venait une fois de plus le tourmenter, l'empêchant de travailler, il lança son encrier contre le démon, ce qui occasionna une tache sur le mur, encore visible aujourd'hui. Après moins de deux ans de clandestinité, il revient de son propre chef au cloître de Wittemberg, qu'il ne quittera plus guère désormais, et où il ne sera plus vraiment inquiété.
La Réforme se répand dans les principautés voisines, façonnant une sorte d'unité allemande que Charles Quint ne peut combattre, empêtré qu'il est dans ses guerres contre la France.
Lors de la diète de Spire, en avril 1529, le souverain tente de reprendre les choses en main, mais il se heurte à six princes et quatorze villes qui protestent d'en appeler à un concile si Charles Quint veut revenir à l'édit de Worms. La Diète d'Augsbourg de 1530, au cours de laquelle Philippe Mélanchthon lit la confession d'Augsbourg, confirme la résistance des princes protestants, qui forment la ligue de Smalkalde en 1531.
Les détracteurs de Martin Luther lui ont souvent fait grief de ce soutien des princes en lui reprochant d'avoir instauré une religion qui n'est pas celle du peuple. Ils lui reprochent surtout son comportement pendant la guerre des Paysans allemands (1524-1525), révolte provoquée par la misère mais liée aussi à la question religieuse et à des préoccupations proches des siennes  (plusieurs chefs du mouvement sont anabaptistes). En avril 1525, en des termes très durs dans le texte Contre les meurtriers et les hordes de paysans voleurs, Luther se prononce pour une répression impitoyable de la révolte. Il y aura en tout plus de 100 000 morts. Pour Luther, se révolter contre son souverain équivaut à se révolter contre Dieu lui-même : Dieu a donné à certains le « privilège » de gouverner et, même quand ils se révèlent injustes, Dieu n'a pu se tromper. Si le peuple est gouverné par un souverain cruel, il s'agit d'une punition divine.

#### Développement du protestantisme

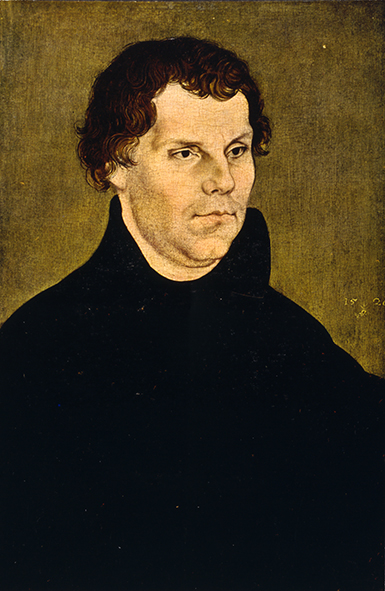
Martin Luther (1483-1546), huile sur toile de Lucas Cranach l'Ancien, 1528.

Initiateur d’une quête théologique personnelle, préférant l'augustinisme à la scolastique, axée sur l'Écriture et la figure majeure du Christ, et mettant l'accent sur le salut par la foi, excommunié, Martin Luther se retrouve de facto à la tête d’un grand mouvement religieux qu’il lui faut organiser rapidement pour éviter tout débordement. En 1522 à Wittemberg, pendant que lui-même était retenu au château de Wartbourg, l'enthousiaste Andreas Bodenstein von Karlstadt avait profondément éradiqué de la messe toutes les allusions sacrificielles, pratiqué la communion sous les deux espèces et incité à mépriser les dévotions populaires et les images. Luther n'en demandait pas tant : selon lui, il importait d'éviter de heurter les faibles, seule la parole persuasive était de mise.[réf. nécessaire]
Bien que spontanément conservateur, et ne voulant pas qu'on se réclame du nom de luthérien mais de celui de chrétien, Luther fait évoluer la nouvelle Église dans un sens qui l’éloigne de plus en plus des traditions romaines. Soucieux de mettre la religion chrétienne à la portée de tous, il la dote d’outils pédagogiques, avec, à l’usage du peuple, Le Petit Catéchisme (1529), et, pour les pasteurs, le Grand Catéchisme, il promeut l'usage de la langue vernaculaire dans les offices religieux et met au point les chorals, des chants liturgiques simples à apprendre tant du point de vue des paroles que des mélodies. Il prononce la suppression des sacrements non « évangéliques » (seuls sont conservés le baptême et l’eucharistie, bien que la pratique de la confession subsiste dans de nombreux endroits), la suppression — pour des raisons tant théologiques que morales — des vœux monastiques et du célibat des prêtres, l'élection des pasteurs par des communautés locales, l'allemand comme langue liturgique (1526), etc.
Concernant ses rapports avec les autres courants de la réforme protestante, Luther s'oppose à Ulrich Zwingli (avec qui la rupture est définitive au colloque de Marbourg, en 1529) mais finit par se réconcilier avec les Strasbourgeois (ainsi que Bâle et Augsbourg), avec la concorde de Wittemberg.
Bien que désapprouvant les moines qui s'étaient hâtés de quitter son propre couvent de Wittenberg, Luther, au terme d'une réflexion critique sur les vœux monastiques, affirme la sanctification de la vie conjugale et se marie lui-même en 1525 avec une ancienne religieuse, Catherine de Bora. Le couple aura six enfants. Ce sera en 1534 que Martin Luther achèvera l'écriture de sa Bible. En 1544, le royaume de Suède devient officiellement luthérien. En 1559, Élisabeth Ire instaure l'anglicanisme, en France, on assiste au premier synode des Églises réformées.

### Les pamphlets

#### Les sorciers
La chasse aux sorcières et sorciers exista dans les régions tant protestantes que catholiques romaines de l'Europe centrale, pendant et après la Réforme. Luther, et plus tard Jean Calvin, y apportèrent leur soutien. Ils se fondaient sur les mots de la Bible (Exode 22:17) « tu n'accepteras pas de laisser vivre une sorcière ». Luther alla jusqu'à en parler dans certains de ses sermons (celui du 6 mai 1526 WA 16, 551f., et aussi WA 3, 1179f, WA 29, 520f). Dans celui du 25 août 1538, il dit : « vous ne devez pas avoir de pitié pour les sorcières, quant à moi je les brûlerais » (WA 22, 782 ff.). Il estimait que la sorcellerie était un péché allant à l'encontre du deuxième commandement.

#### Les incarnations de l'Antéchrist
Au cours des guerres austro-turques (1521-1543), Luther instrumentalise la menace de l'impérialisme ottoman pour servir ses visées politico-religieuses. Il faut, selon lui, vaincre d'abord les « Turcs de l'intérieur », c'est-à-dire les papistes, pour être en mesure de repousser le Grand Turc de Constantinople, ces deux fléaux n'étant que deux incarnations différentes de l'Antéchrist.

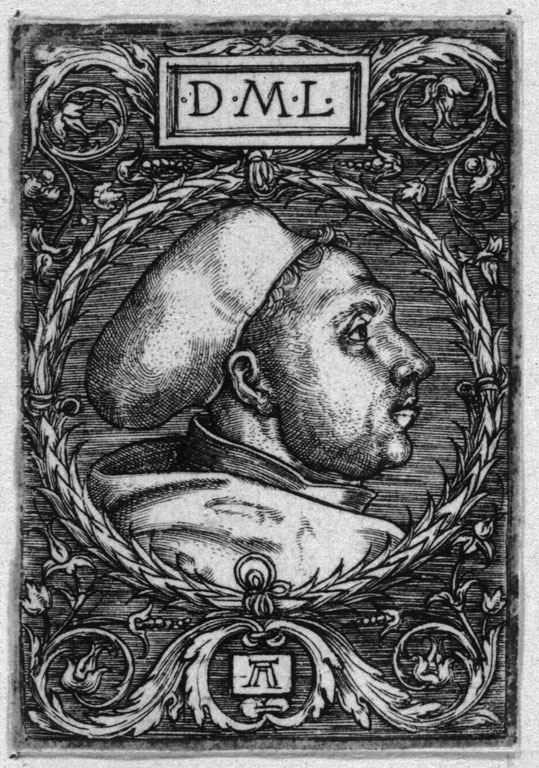
Portrait de Luther par Albrecht Altdorfer (avant 1530).

Toutefois, avec le siège de Vienne, le danger commence à peser sur l'Europe centrale, et son attitude se met alors à évoluer. Dans un nouveau pamphlet : Vom Kriege wider die Türken, il affirme que le pape n'a jusque-là fait qu'utiliser la menace ottomane comme prétexte pour faire de l'argent et vendre des indulgences. Luther explique l'échec des résistances à l'expansion ottomane par la doctrine augustinienne des deux royaumes : il n'appartient pas à l'Église de faire la guerre ou de la diriger : allusion à peine voilée à l'évêque hongrois Pál Tomori, qui, en tant que général, est alors responsable de la défaite de Mohàcs ; la résistance contre les Turcs est l'affaire des seules autorités temporelles, auxquelles chacun doit se soumettre, mais qui n'ont aucune prérogative en matière de foi. Cette argumentation anéantit toute possibilité d'appeler à une croisade. Luther ne justifie la guerre contre les Turcs que dans la mesure où il s'agit d'une guerre défensive et appelle à des tractations réciproques.
Luther marque encore plus nettement cette distinction entre l'ordre spirituel et l'ordre temporel dans son « Appel à la mobilisation contre les Turcs » (Heerpredigt wider die Türken), publié à l'automne 1529, où il dénonce les ennemis du Christ (« Feinde Christi »), agite les signes eschatologiques du Jugement dernier et fait un devoir aux chrétiens de « frapper sans crainte » (« getrost dreinzuschlagen »). Par ce ton nouveau, il entend ôter tout fondement aux reproches qu'on lui a faits de servir la cause des hérétiques en divisant la chrétienté.
C'est ainsi qu'à l'encontre de son précepte : « Brûler les hérétiques est contre la volonté du Saint Esprit » (« Ketzer verbrennen ist wider den Willen des Heiligen Geistes », 1519), il approuve la répression de l'anabaptisme. En 1535, princes catholiques et protestants de Rhénanie se liguent (Ligue de Smalkalde) pour écraser la théocratie anabaptiste de Münster.
Luther publie encore d'autres pamphlets : Des Juifs et de leurs mensonges (Von den Juden und ihren Lügen, 1543), Contre la papauté de Rome, inspirée du Diable (Wider das Papsttum zu Rom, vom Teufel gestiftet, 1545).

#### Luther et les Juifs
Dans son ouvrage Que Jésus-Christ est né Juif, Luther reproche aux autorités catholiques d'avoir « traité les Juifs comme s'ils étaient des chiens et non pas des hommes », et il reconnaît que le judaïsme est bien plus « fermement fondé sur l'Écriture » que le christianisme médiéval. Il ajoute : « Si les apôtres, qui étaient aussi des Juifs, avaient agi avec nous, païens, de la même manière que nous, païens, agissons avec les Juifs, jamais aucun païen ne serait devenu chrétien ».

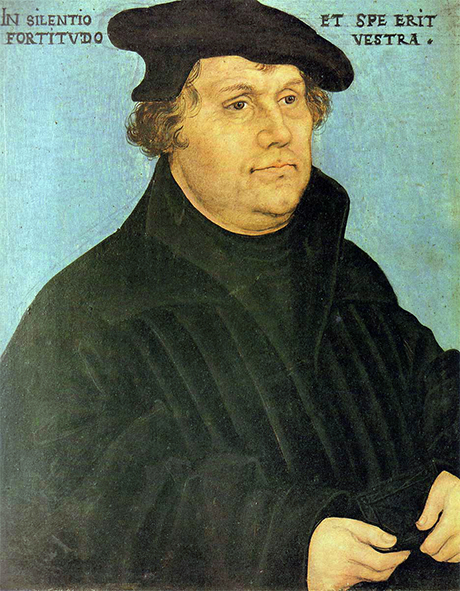
Martin Luther (1483-1546), huile sur toile de Lucas Cranach l'Ancien, 1528.

Luther a longtemps prêché une attitude humaine et tolérante envers les Juifs, mais uniquement dans la mesure où ils accepteraient de reconnaître Jésus-Christ. En soi, le judaïsme est un crime à éradiquer et, si les Juifs ne se sont pas massivement convertis au christianisme, c'est parce qu'il leur a été mal enseigné.[réf. nécessaire]
Devant l'échec de ses tentatives en ce sens, Luther adopte vers la fin de son existence une attitude de plus en plus judéophobe. En 1543, trois ans avant sa mort, il publie Des Juifs et de leurs mensonges, pamphlet d'une extrême violence où il prône des solutions telles que brûler les synagogues, abattre les maisons des Juifs, détruire leurs écrits, confisquer leur argent et tuer les rabbins qui enseigneraient le judaïsme. Ce type de position contribuera au maintien d'un fort antijudaïsme en Allemagne, qui servira de prétexte à l'antisémitisme sous le Troisième Reich,, époque où le pamphlet de Luther deviendra un livre à succès. Au sujet de ce texte, Karl Jaspers a pu écrire : « Là, vous avez déjà l'ensemble du programme nazi »
Quelques mois plus tard, dans Vom Schem Hamphoras und das Geschlecht Christi (Du nom de Hamphoras et de la lignée du Christ), Luther assimile les Juifs au diable.
Condamnés après la Seconde Guerre mondiale par quasiment tous les courants luthériens, ces écrits, ainsi que leur influence sur l'antisémitisme postérieur, ont contribué à son image controversée.

#### Luther et l'islam
Autour de 1529, l'actualité oblige Luther à se pencher sur l'islam. Le sultan ottoman Soliman le magnifique vient en effet d'assiéger une grande capitale européenne, Vienne, sans succès, mais l'alerte a été chaude. Or les Ottomans sont les alliés objectifs des princes protestants, en difficulté devant les forces catholiques ralliées par l'Empereur germanique lui-même, Charles Quint car celui-ci doit consacrer l'essentiel de ses forces militaires à la défense de ses frontières sud-est, et cela le conduira à devoir tolérer puis officialiser par la Paix d'Augsbourg la présence d'états protestants en Allemagne. L’accusation de connivence entre les deux hérésies (musulmane et protestante), que ne manquèrent pas de formuler les apologètes catholiques, était grave et exigeait une défense en règle. En urgence, Luther publia donc successivement ses Écrits sur la guerre contre les Turcs (allemand : Schrift vom Kriege wider die Türken) et son Appel à la mobilisation contre les Turcs » (allemand : Heerpredigt wider die Türken).
Dans cet ouvrage, Luther critique d'abord longuement les principes de l'islam, estimant que le Coran est dépourvu de toute parcelle de vérité divine. Pour lui, si « le pape est l’esprit de l’antéchrist, le Turc est la chair de l’antéchrist » ; se présentant à visage découvert, le Turc est donc le moins dangereux des deux, sans être intrinsèquement meilleur. Les connaissances de Luther sur le sujet étaient basées sur la Réfutation du Coran, un ouvrage polémique écrit vers 1300 par le frère prêcheur Ricoldo da Monte Croce, qui faisait alors la référence. En 1542, réalisant l'insuffisance de sa documentation, Luther écrivit une lettre au conseil municipal de Bâle qui avait fait emprisonner l'éditeur de la traduction du Coran en latin par l'érudit thurgovien Theodor Buchmann, dit Bibliander pour que l'interdit sur ce livre soit levé. Grâce à cette intervention, la traduction commentée de Bibliander put paraître en 1543, préfacée par Luther. Ayant ainsi eu accès à une traduction plus précise du Coran, Luther relativisa certaines de ses critiques, mais en maintint néanmoins l'essentiel. Toutefois, la conviction de Luther fut aussi d'appliquer à l'islam la même tolérance que celle accordée aux autres religions. Pour lui, laisser le Coran « parler de lui-même » permettrait de mettre en lumière les écarts entre l'islam et le christianisme et d'apporter ainsi aux musulmans une réponse chrétienne appropriée.
La publication des travaux de Bibliander déclenchera une prise de conscience chez les savants protestants de la proximité linguistique de l'arabe et de l'hébreu, de la valeur des textes musulmans, et, finalement, de l'intérêt d'étudier le Coran, la langue arabe et ses textes littéraires ou scientifiques. L'Université de Leyde, renforcée de l'apport du huguenot Scaliger, deviendra bientôt « La Mecque des études arabes », dotée d'un très riche fonds de manuscrits orientaux anciens.

### Les dernières années
Luther vit ses dernières années à Wittenberg (maison de Luther). Il connaît plusieurs périodes de dépression et d'angoisse (1527, 1528, 1537, 1538) dues à la mort de sa fille Magdalena (Madeleine), née de son union en 1525 avec Katharina von Bora (Catherine de Bore), ou aux querelles entre protestants. Cependant, il n'a rien perdu de sa pugnacité. Son adversaire principal reste le pape, pour lequel il n'a pas de termes assez durs.
Martin Luther s'éteint après avoir confirmé sa foi, alors qu'il est à Eisleben, sa ville natale, afin de régler un différend entre les comtes de Mansfeld. Il est mort « probablement d'un accident vasculaire cérébral ».
Sa mort a été l'objet de controverses avec la publication en 1606 d’un écrit du franciscain belge Henricus Sedulius (en), s’appuyant sur le témoignage de Rudtfeld, un serviteur de Luther. Celui-ci l’aurait retrouvé « pendu à son lit et misérablement étranglé ». Cette version des faits, bien que reprise par le prêtre catholique Paul Majunke dans Luther’s Selbstmord (1898), a été contredite par l'étude de l'historien catholique Nikolaus Paulus dans Luthers Lebensende. Eine kritische Untersuchung.
Martin Luther et Philippe Mélanchthon reposent à l'église de la Toussaint de Wittemberg.

### Les maladies de Luther
Luther a souffert de plusieurs maladies de son vivant, qui ont été bien documentées car il en parlait ouvertement. Il souffrait ainsi de gravelle, de constipation chronique, de tension artérielle élevée, et à partir de 1527, d'acouphènes parfois très violents que les médecins modernes interprètent comme signifiant qu'il souffrait potentiellement de la maladie de Menière.

## Théologie

### Les cinq principes
La théologie luthérienne est souvent résumée par les cinq Sola/Solus :
- sola scriptura : l' « Écriture seule » représente la source de toute foi et de toute connaissance que l'homme peut avoir de Dieu : c'est elle, par conséquent, qui constitue la norme critique de tout discours et de toute action chrétienne ;
- sola gratia : la « grâce seule » compte sans qu'interviennent les tentatives de l'homme pour atteindre son propre salut ;
- sola fide : c'est par la « foi seule », seulement si l'homme met sa confiance dans Christ, sans aucune œuvre de sa part, que l'on peut recevoir le salut ;
- solus Christus : le « Christ seul », vraiment homme et vraiment Dieu, permet par son sacrifice vicarial sur la croix la justification et la guérison qui sont transmises par l’Évangile et par le sacrement de l'Eucharistie. Ce dernier principe est le fondement des trois autres ;
- soli Deo gloria (« à Dieu seul la gloire ») : ni le croyant ni aucun intermédiaire ne peuvent recevoir la gloire qui revient à Dieu.

### Critique du monachisme
Dans sa volonté de réhabiliter le corps et la vie, Luther rejette la vie monastique. Utilisant le mot allemand Beruf, qui signifie à la fois « vocation » et « profession », il affirme que la vocation de tout un chacun n'est pas de chercher Dieu dans un couvent mais de s'incarner dans le monde, dans une profession. Théologiquement, « l'unique moyen de vivre d'une manière agréable à Dieu n'est pas de dépasser la morale de la vie séculière par l'ascèse monastique, mais exclusivement d'accomplir dans le monde les devoirs correspondant à la place que l'existence assigne à l'individu dans la société [Lebensstellung], devoirs qui deviennent ainsi sa « vocation » [Beruf]. ».

### La liberté de conscience
Luther est vu par une partie de l'historiographie comme un auteur qui attache une importance primordiale à la liberté de conscience.

### L'autorité de l'Évangile
L'Homme n'a qu'un seul guide infaillible pour trouver le bon chemin : la Parole de Dieu, l'Écriture seule, qui lui révèle le Christ. L'Homme est sauvé par la pure grâce seule et par le moyen de la foi seule. La religion est une affaire personnelle et non dictée par le pouvoir en place. Cette sotériologie repose sur le rôle de la Loi et de l'Évangile. La personne du Saint-Esprit par la Loi convainc l'Homme pécheur et le conduit vers la repentance, et l'Évangile fait naître la foi qui saisit le pardon, la vie et le salut que le Christ lui a acquis sur la croix.

## Traduction de la Bible
La traduction de la Bible en allemand, langue vernaculaire, par Luther fut une de ses œuvres les plus importantes, un véritable événement dans l’histoire de l’Allemagne. Non seulement elle créa la littérature allemande moderne, et en donnant des principes généraux de sa traduction, assura au haut-allemand la suprématie sur tous les autres dialectes germaniques, mais elle fut un instrument puissant pour l’établissement du protestantisme. Elle a d'ailleurs exercé une large influence sur la traduction anglaise connue sous le nom de Bible du roi Jacques. L’hérésiarque, mis au ban de l’empire (1521) et retiré à la Wartbourg, après avoir établi que l’Écriture devait être l’unique source de la croyance protestante, voulut appliquer ses principes et placer aux mains de tous le livre sacré, traduit sur les textes originaux, « afin que le dernier des Allemands pût y lire ce qu’il devait croire. » Il fut aidé dans son œuvre par Mélanchton, Bugenhagen, Jonas, Aurogallus, Kreuziger et par quelques érudits juifs. Il se servit des traductions en langue vulgaire alors répandues en Allemagne. Lui-même avait étudié l’hébreu, autant qu’on le pouvait alors. Dans tout le cours de son travail, il eut sans cesse sous les yeux la traduction latine de l’hébreu par Sante Pagnino, les Septante pour l’Ancien Testament, l’édition grecque d’Érasme pour le Nouveau Testament, la Vulgate, quelques Pères latins, la Glossa ordinaria, les commentaires de Nicolas de Lyre, etc.; mais son travail personnel fut considérable : il rapporte lui-même que, pour traduire Job, il passait quelquefois quatre jours entiers avec Mélanchton et Aurogallus à rendre en allemand deux ou trois versets de ce livre difficile. Le manuscrit de Job, des Psaumes et des livres de Salomon, rédigé de sa propre main et conservé à la bibliothèque nationale de Berlin, est surchargé de ratures : elles montrent avec quel soin il recherchait le mot propre. C’est ce que prouvent aussi les changements considérables qu’il fit dans les diverses éditions qui furent publiées de son vivant. 

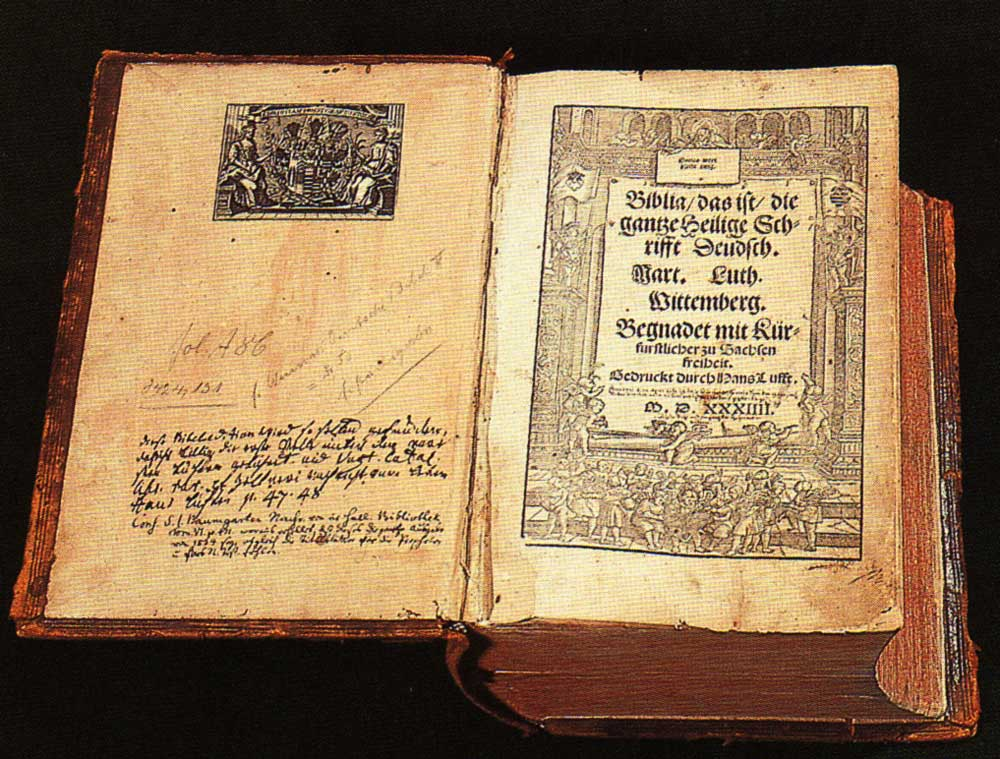
Bible en allemand de Luther.

Luther employa douze années entières à sa traduction. Il la commença par le Nouveau Testament, parce que c’était la partie de l’Écriture la plus importante et la moins difficile ; il le traduisit tout entier à la Wartbourg, et le fit paraître in-folio, à Wittemberg, avec des gravures sur bois, en septembre 1522, sans indication d’imprimeur ni de date ; le nom de Luther lui-même n’y figure pas. Au début, Luther n'eut que peu d'égards pour le Livre d'Esther, l'Épître aux Hébreux, l'Épître de Jacques, l'Épître de Jude, et  l'Apocalypse. Il appelle l'Épître de Jacques « une épître de paille » ; il estime que ces livres se réfèrent peu au Christ et à son œuvre salutaire. Il a également des paroles sévères à l'égard de l'Apocalypse, disant qu'il ne peut « en aucune manière ressentir que le Saint-Esprit avait pu produire ce livre ».
Il met en doute l'apostolicité de ces textes en rappelant que leur canonicité n'était pas universellement acceptée dans la première Église ; ce sont les antilegomena. Cependant, Luther ne les retire pas de ses éditions des Écritures. Ses points de vue sur certains de ces livres changeront des années plus tard.
Luther choisit de placer entre l'Ancien et le Nouveau Testament ces livres qui sont ajoutés aux livres canoniques et se trouvent dans la Septante mais sont absents des textes massorétiques hébreux. Il laisse largement leur traduction aux soins de Philippe Mélanchthon et Justus Jonas. Ces livres ne figurent pas dans la table des matières de son édition de l'Ancien Testament de 1523, et on leur a attribué le titre d'« apocryphes ».

## Luther et la musique
Admirateur de la musique sous toutes les formes et compositeur de chants religieux, Luther introduit dans l'Église évangélique les cantiques à une ou deux voix, en langue vulgaire, chantés par l'assemblée des fidèles. Sous le nom de chorals, ces cantiques deviennent le centre de la liturgie protestante, et leur influence sur le développement de la musique allemande se fait sentir durant de longues années. Luther prend une place essentielle dans l'œuvre de Jean-Sébastien Bach qui utilisera ses textes pour 38 cantates. La plus connue de ses hymnes, Ein' feste Burg (« C'est un rempart que notre Dieu »), reste populaire parmi les luthériens et d'autres protestants aujourd'hui.
Luther dédicace quatre psaumes à Marie de Hongrie en apprenant que celle-ci a demandé la mise en musique du psaume 37 par son maître de chapelle Thomas Stoltzer (c'est le premier motet polyphonique de musique sacrée non écrit en latin).

## Musée
- Maison de Luther (XVe siècle), cloître de l'université de Wittemberg où Luther vécut plus de 35 ans. Le musée est à ce jour le plus grand musée du monde de la Réforme protestante et le bâtiment est reconnu site du patrimoine mondial depuis 1994 ;
- on peut aussi visiter le château de la Wartbourg (en allemand : Wartburg), situé sur une colline au sud-ouest d'Eisenach en Thuringe, qui conserve le souvenir du séjour de Luther en 1521-1522 et de la traduction en allemand de la Bible qu'il y a commencé. Le site est aussi inscrit au patrimoine mondial depuis 1999 ;
- la maison de Luther à Eisenach (Lutherhaus en allemand) est une maison patricienne à colombages située au centre-ville d'Eisenach où Luther fut accueilli par la famille Cotta durant sa scolarité entre 1498 et 1501.

## Hommages
L'astéroïde (7100) Martin Luther a été nommé en son hommage.
En 2017, année du cinquième centenaire de la Réforme luthérienne, un colloque est organisé par le Comité pontifical des sciences historiques, dont les participants sont reçus par le pape François ;
le 31 octobre 2017 est décrété jour férié, l'Allemagne fête les 500 ans de la Réforme de 1517. Cette année est d'ailleurs l'objet de nombreuses célébrations en son honneur dans le pays Une figurine Playmobil éditée à cette occasion connaît un succès inattendu avec plus de 750 000 exemplaires vendus en moins d'un an.

## Dans les arts et la culture populaire

### Filmographie

#### Cinéma
- 1911 : Doktor Martinus Luther avec Hermann Litt.
- 1913 : Die Wittenberger Nachtigall d'Erwin Báron avec Rudolf Essek.
- 1923 : Martin Luther avec Karl Wüstenhagen.
- 1928 : Luther – Ein Film der deutschen Reformation de Hans Kyser avec Eugen Klöpfer.
- 1939 : Cœur immortel de Veit Harlan avec Bernhard Minetti.
- 1953 : Martin Luther d'Irving Pichel avec Niall MacGinnis.
- 1961 : Luther de John Osborne
- 1969 : Michael Kohlhaas de Volker Schlöndorff avec Thomas Holtzmann.
- 1974 : Luther de Guy Green avec Stacy Keach.
- 1983 : Martin Luther, Heretic de Norman Stone avec Jonathan Pryce.
- 2003 : Luther d'Eric Till avec Joseph Fiennes.
- 2016 : The Martin Luther Story de Robert Fernandez avec Stephen Guy Daltry.
- 2018 : Emperor de Lee Tamahori avec Eddie Marsan.

#### Documentaire
- 1952 : Der gehorsame Rebell de Curt Oertel.
- 2004 : Civilisations épisode Luther contre le pape de Jean-François Delassus.
- 2020 : Charles Quint, le dernier chevalier de Wilfried Hauke avec Mingo Ràfols.

##### Téléfilm
- 1965 : Der arme Mann Luther de Franz Peter avec Hans Dieter Zeidler.
- 1968 : 
  - Luther de Stuart Burge avec Robert Shaw.
  - Der Reformator de Rudolf Jugert avec Christian Rode.
- 1970 : Denn ich sah eine neue Erde de Wolf-Dieter Panse et Peter Deutsch avec Wolfgang Dehler.
- 1977 : Luther Márton és Münzer Tamás d’Imre Mihályfi avec Péter Haumann.
- 1981 : Frère Martin (La justice de Dieu et La justice du Pape) de Jean Delannoy avec Bernard Lincot.
- 1983 : 
  - Martin Luther de Kurt Veth avec Ulrich Thein.
  - Martin Luther, Heretic de Norman Stone avec Jonathan Pryce.

#### Série
- 1969 : Michael Kohlhaas de Wolf Vollmar avec Alfred Schieske.
- 2020 : The Reformation de Stefano Mazzeo avec John Mole.

### Littérature

#### Roman
- 1810 : Michael Kohlhaas de Heinrich von Kleist

## Principaux ouvrages

Opera omnia (1562).

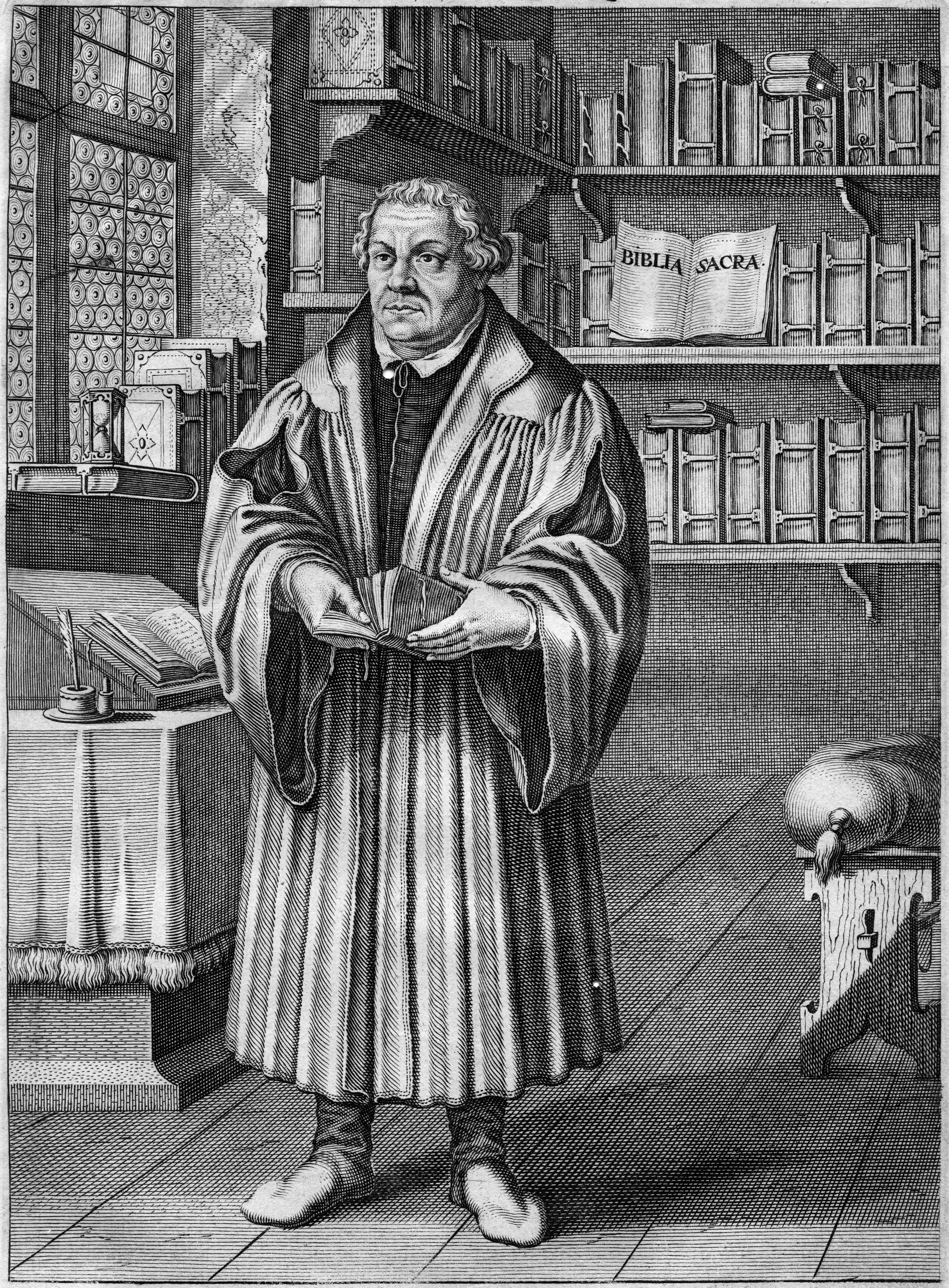
Martin Luther et ses livres. Gravure d'un auteur inconnu.

- Écrits sur la traduction, texte établi et traduit par Catherine A. Bocquet, Les Belles Lettres, coll. Traductologiques, Paris, 2017  (ISBN 978-2-251-44754-4).
- Gorgées d'évangile (anthologie), Bergers et Mages  (ISBN 2-85304-131-X).
- Luther, les grands écrits réformateurs, GF-Flammarion, 1999  (ISBN 2-08070-661-6).
- De la liberté du chrétien (Préface à la Bible), Seuil, 1996  (ISBN 2-02026-285-1).
- Commentaire de l'épître aux Romains (1515-1516, Römerbriefvorlesung (de))[50]
- Les Quatre-Vingt-Quinze-Thèses (1517), Oberlin  (ISBN 2-85369-253-1).
- Sur le roc de la parole, Bergers et Mages  (ISBN 2-85304-122-0).
- Des bonnes œuvres (de) (1520)
- De la captivité babylonienne de l'Église (1520)
  - Martin Luther, La Captivité babylonienne de l’Église. Prélude, introduction de Thomas Kaufmann, Genève, Labor et Fides, coll. Classiques, 2015, 574 p.
- À la noblesse chrétienne de la nation allemande (1520)
- De la liberté de la chrétienté (de) (1520)
- Que Jésus est juif de naissance (1523) [lire en ligne]
- Du serf arbitre (1525, De servo arbitrio), suivi de Diatribe d'Érasme sur le libre-arbitre, trad., présentation et notes Georges Lagarrigue, Gallimard, Folio, 2001  (ISBN 2070414698).
- Le Petit Catéchisme (1529)
- Le Grand Catéchisme (1529)
- Révision de la Vulgate par Luther (de) (1529)
- Article de Marbourg (de) (1529)
- Confession de Torgau (1530)
- Disputatio de homine (de) (1536)
- Des Juifs et de leurs mensonges (1543), Belles Lettres, 2013  (ISBN 225133971X)
- Du nom de Hamphoras et de la lignée du Christ (de) (Vom Schem Hamphoras und das Geschlecht Christi, 1543)
- Liste des chants d'église de Luther (de)
- Mémoires, traduits et mis en ordre par Jules Michelet, Mercure de France, 2006
- Propos de table (en), à partir de 1529 et jusqu'à sa mort, plusieurs de ses auditeurs devinrent des secrétaires des pensées du réformateur.
- Correspondance. Il fut conservé au moins 2 700 lettres envoyées et un autre millier comme correspondance passive[51].

### Compilations
- Œuvres complètes avec apparat critique ou édition de Weimar (en), 127 volumes publiés de 1883 à 2009, et divisées en quatre séries : Œuvre, Bible luthérienne, Propos de tables et Correspondance
- Œuvres, publiée par Labor et Fides, aidée de l'Alliance nationale des Églises luthériennes de France et de la revue Positions luthériennes, depuis 1957. 20 tomes parus
- Œuvres, Gallimard, Bibliothèque de la Pléiade, 2 volumes, 1999-2017  (ISBN 2070113256)[52]

## Portraits de Martin Luther
- 1519 : Lucas Cranach l'Ancien, Portrait de Martin Luther, Bruxelles, collection particulière.
- 1520 : Lucas Cranach l'Ancien, Portrait de Martin Luther, burin, 14 × 9,7 cm, monogrammé et daté (MDXX).
- 1521 : Hans Baldung, d'après Lucas Cranach l'Ancien, Portrait de Martin Luther, bois.
- 1525 :
  - Lucas Cranach l'Ancien, double portraits en tondi de Martin Luther et Katharina von Bora, peinture sur bois, Kunstmuseum, Bâle.
  - Lucas Cranach l'Ancien, Portrait de Martin Luther, huile sur panneau de chêne, 40,9 × 27,2 cm, monogrammé et daté, au Bristol City Museum and Art Gallery (Bristol).
- 1529 :
  - Lucas Cranach l'Ancien, Portrait de Martin Luther, huile, au musée régional de la Hesse.
  - Lucas Cranach l'Ancien, Portrait de Martin Luther et de Katharina von Bora, huile sur bois, 36,5 × 23 cm / 37 × 23 cm, monogrammé et daté, à la galerie des Offices, à Florence.

Martin Luther, 1527, par Lucas Cranach l'Ancien, Nationalmuseum, Stockholm
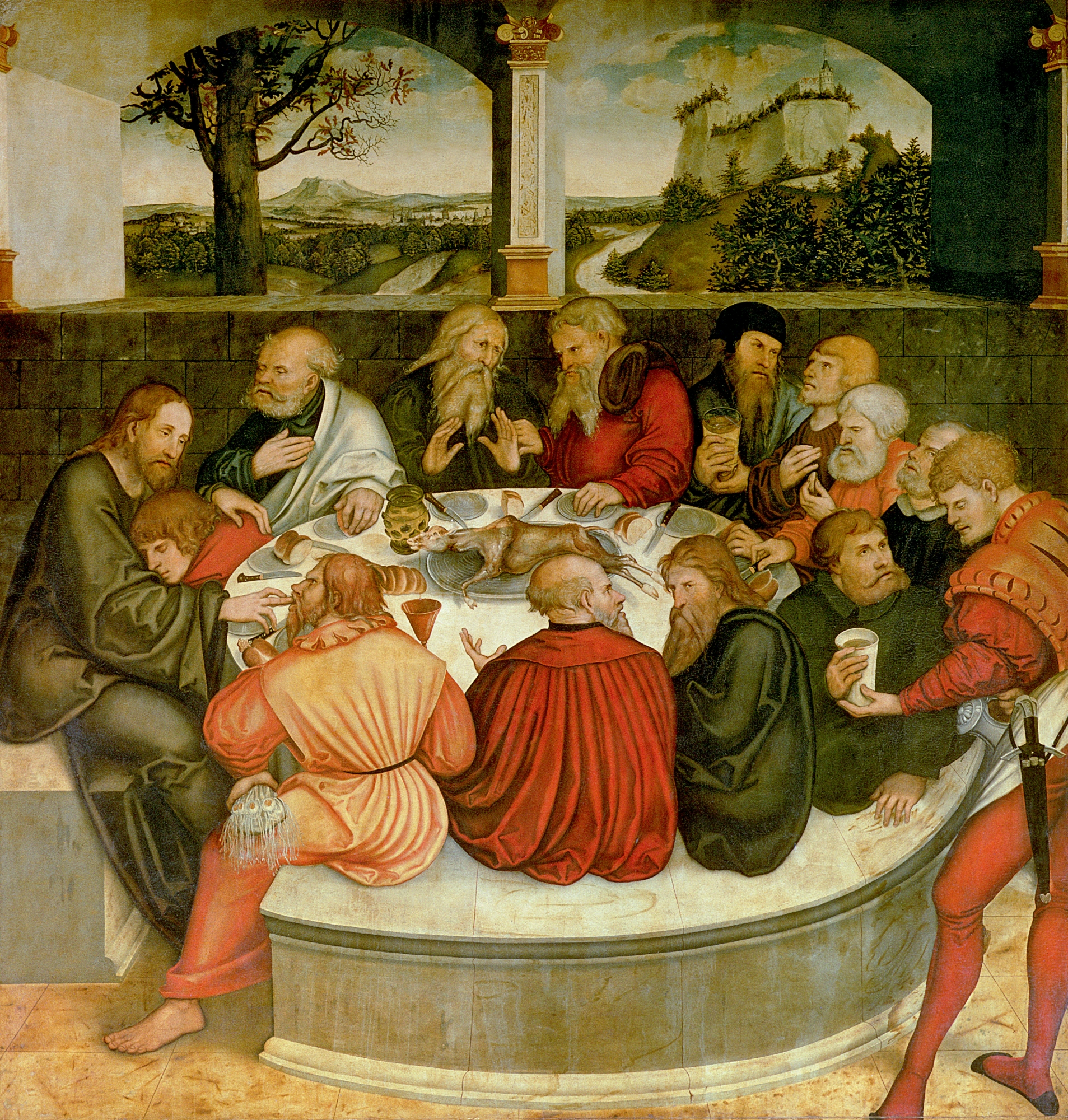
Le Dernier Repas, 1530 (Luther parmi les apôtres), par Lucas Cranach l'Ancien (1472-1553).

#### Martin Luther
- Heinrich Denifle, Luther et le luthéranisme, 4 volumes, traduction française de J. Paquier, Paris, Picard, 1915.
- Lucien Febvre, Martin Luther, un destin, PUF, 2008, coll. « Quadrige » [1re édition : 1928].
- Hartmann Grisar (de), Martin Luther (titre original : Martin Luthers Leben und sein Werk), traduction française Ph. Mazoyer, Lethielleux, 1931.
- Daniel Olivier, Le procès de Luther 1517  1521 Fayard 1971.
- Daniel Olivier, La foi de Luther Paris Beauchesne 1978 collection "le point théologique"
- Gerhard Ebeling, Luther : Introduction à une réflexion théologique, Labor et Fides, 1988.
- Marc Lienhard, Martin Luther : un temps, une vie, un message, Labor et Fides (coll. « Histoire et société »), 1991.
- Matthieu Arnold, La Correspondance de Luther, Mayence, 1996.
- Michel Leplay, Martin Luther, Éditions Desclée de Brouwer, 1998.
- Jean-Paul Cahn, Luther et la Réforme (1525-1555) : le temps de la consolidation religieuse et politique, Paris, éd. du Temps, 2001.
- Jean Schillinger, Martin Luther et les débuts de la Réforme, Nancy, Centre de recherches germaniques et scandinaves de l'Université de Nancy II, 2001.
- Aimé Richardt, Luther, Paris, F.-X. de Guibert, 2011 [1re édition : 2008].
- Jean-Marie Thiébaud, Blason de Luther, Intermédiaire des chercheurs et curieux, Paris, juillet-août 2010, p. 687.
- Philippe Büttgen, Luther et la philosophie, Paris, éd. de l'École des hautes études en sciences sociales, 2011.
- Rémy Hebding, Pour comprendre la pensée de Martin Luther, Olivétan, 2011.
- Annick Sibué, Luther et la réforme protestante, Eyrolles, 2011, coll. « Eyrolles Pratique ».
- Jad Hatem, Liberté humaine et divine ironie. Schelling avec Luther, Paris, Orizons, 2013.
- Heinz Schilling, Martin Luther, Salvator, 2014.
- Thomas Kaufmann, Les juifs de Luther, Genève, Labor et Fides, 2016.
- Marc Lienhard, Martin Luther : ses sources, sa pensée, sa place dans l'histoire, Labor et Fides (coll. « Histoire »), Genève, 2016.
- Matthieu Arnold, Martin Luther, Paris, Fayard, 2017.
- Matthieu Arnold, Les femmes dans la correspondance de Luther, Paris, Classiques Garnier, 2017.
- Danilo Castellano, Martin Luther : le chant du coq de la modernité, Paris, L'Homme Nouveau, 2017.
- Yves Krumenacker, Martin Luther, Paris, Ellipses, 2017.
- (en) Lyndal Roper, Martin Luther : renegade and prophet, New York (N.Y.), Random House, 2017, 540 p. (ISBN 978-0-8129-9619-7 et 0-8129-9619-4, OCLC 950635655, lire en ligne).
- Jacques-Bénigne Bossuet, Histoire des variations des Églises protestantes, dans Œuvres historiques philosophiques et politiques t. 1, Les Belles Lettres, 2020.
- Léon Chestov, Sola Fide, Luther et l'Église.

#### La Réforme luthérienne
- Jean Delumeau, Thierry Wanegffelen, Bernard Cottret, Naissance et affirmation de la Réforme, PUF, rééd. 2012 (1re éd. 1973)  (ISBN 978-2-13-058405-6) (présentation en ligne).
- Pierre Chaunu, Le Temps des réformes : La crise de la chrétienté, l'éclatement (1250-1550), Fayard, 1977.
- Jean-Marie Mayeur, Charles Pietri, Luce Pietri, André Vauchez, Marc Vénard (dir.), Histoire du christianisme, t. 7 : De la réforme à la Réformation (1450-1530), Desclée, 1994.
- Bernard Cottret, Histoire de la Réforme protestante, Tempus/Perrin, 2010  (ISBN 978-2262032326).